# Alcázar del Rey
Alcázar del Rey è un comune spagnolo di 172 abitanti situato nella comunità autonoma di Castiglia-La Mancia.